# 7101 Haritina
A 7101 Haritina (ideiglenes jelöléssel (7101) 1930 UX) a Naprendszer kisbolygóövében található aszteroida. Tombaugh, C. W. fedezte fel 1930. október 17-én.